# Barichneumon parvulus
Barichneumon parvulus är en stekelart som beskrevs av Kusigemati 1989. Barichneumon parvulus ingår i släktet Barichneumon och familjen brokparasitsteklar. Inga underarter finns listade.